# Duitse militaire begraafplaats in Geilenkirchen
De Duitse militaire begraafplaats in Geilenkirchen is een militaire begraafplaats in Noordrijn-Westfalen, Duitsland. Op de begraafplaats liggen omgekomen Duitse militairen uit de Tweede Wereldoorlog.

## Begraafplaats
Op de begraafplaats rusten 181 Duitse militairen. De meesten kwamen in de laatste fase van de Tweede Wereldoorlog om het leven. Het gebied rond Geilenkirchen maakte deel uit van de Westwall en er werd zwaar gevochten.